# Marstallmuseum Nymphenburg

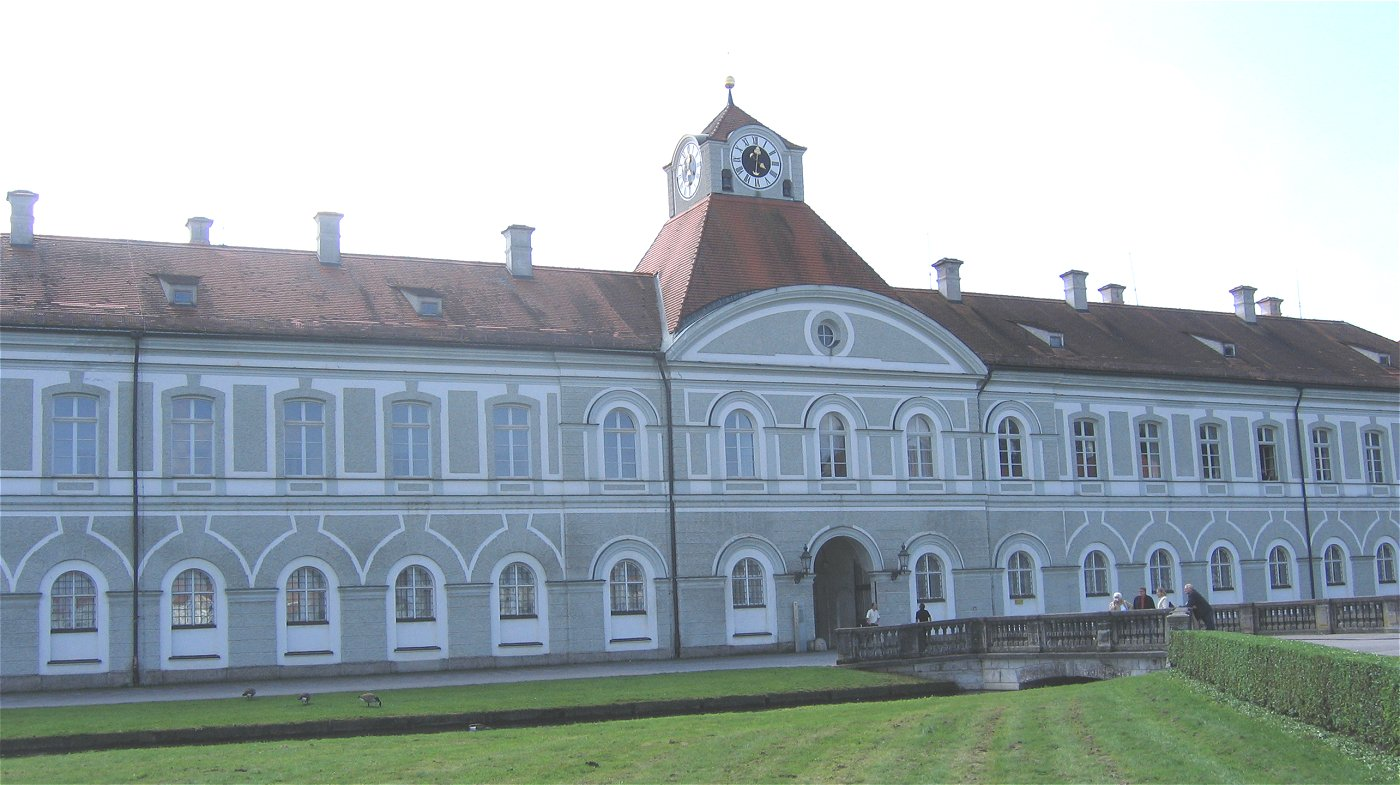
Marstallmuseum Nymphenburg

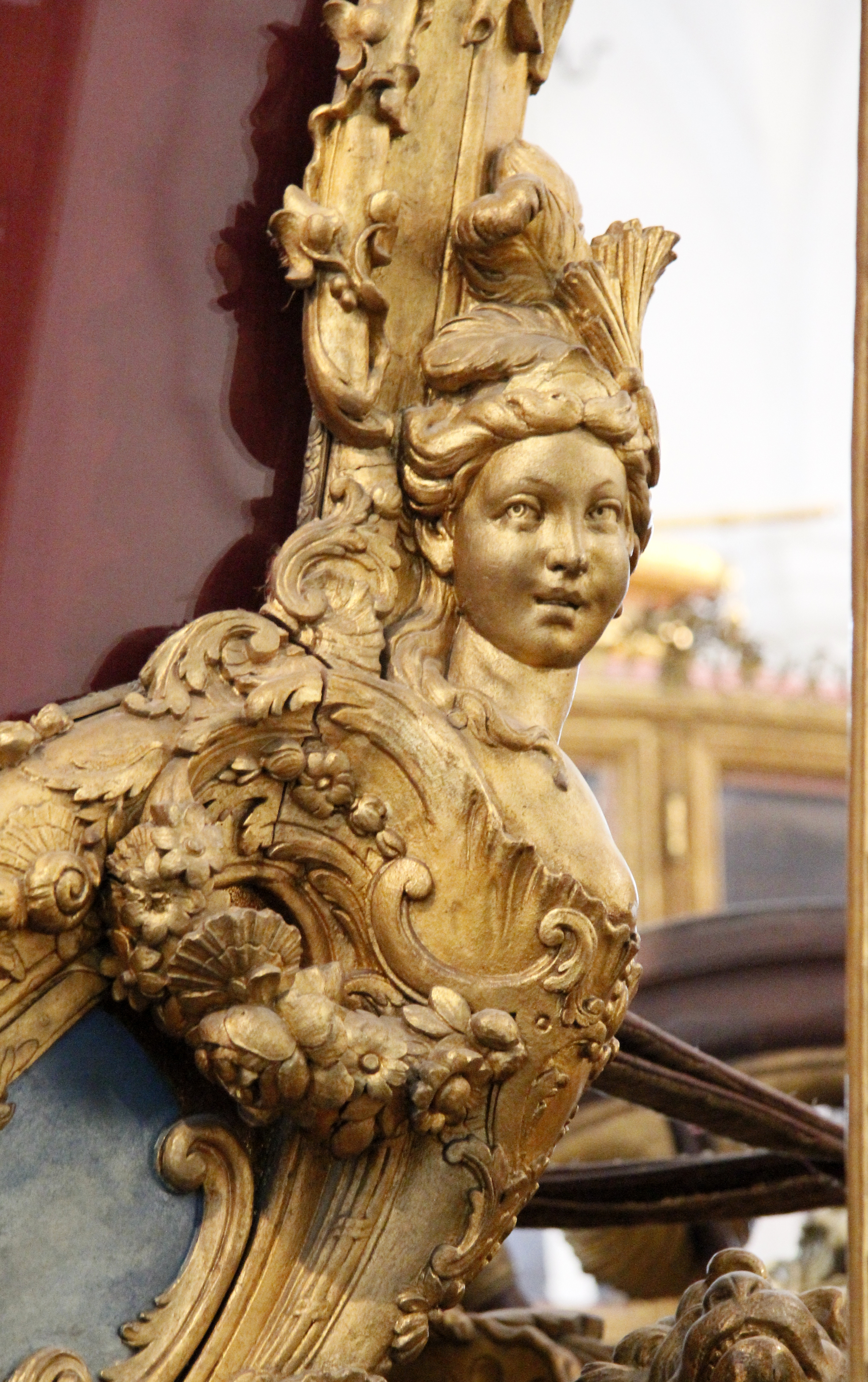
Eine anmutige junge Frau schmückt als Espagnolette-Büste den Krönungswagen von Kaiser Karl Albrecht.

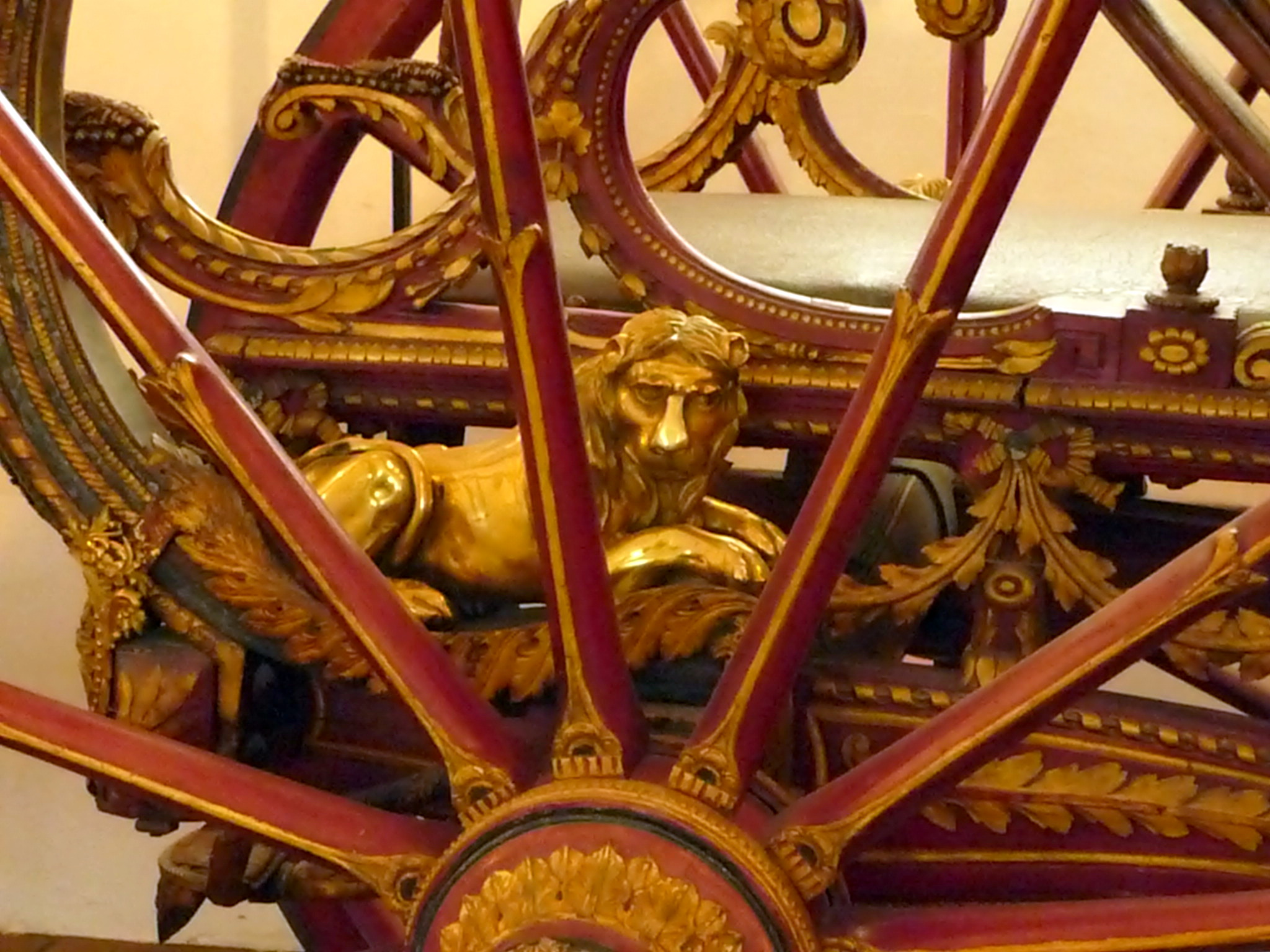
Das Gala-Coupé des Hof-Schmieds Johann Baptist Klostermayr wird über der Hinterachse von Messinglöwen geziert.

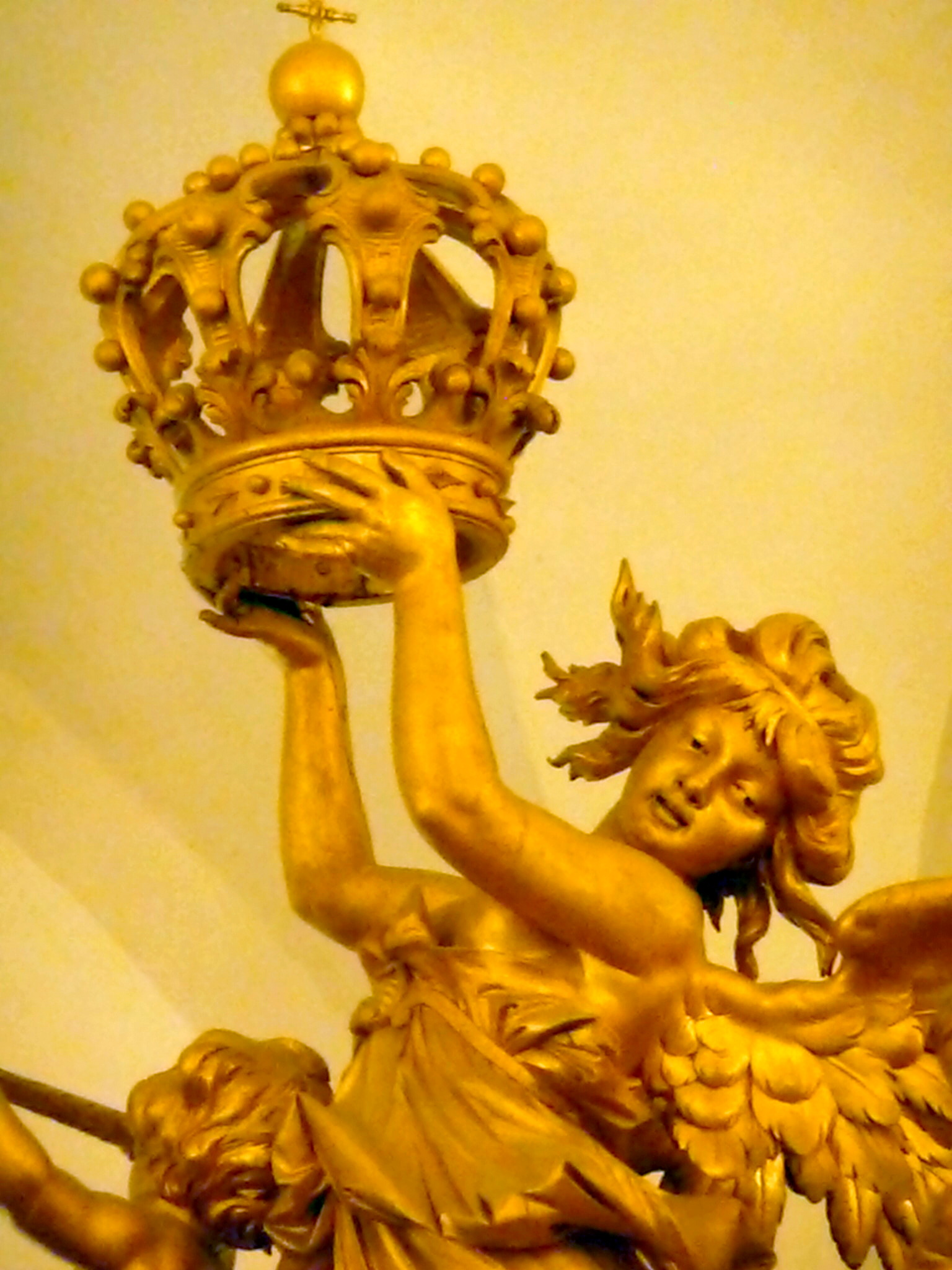
Eine Engelsgestalt ziert den kleinen Galawagen von König Ludwig II. von Bayern.

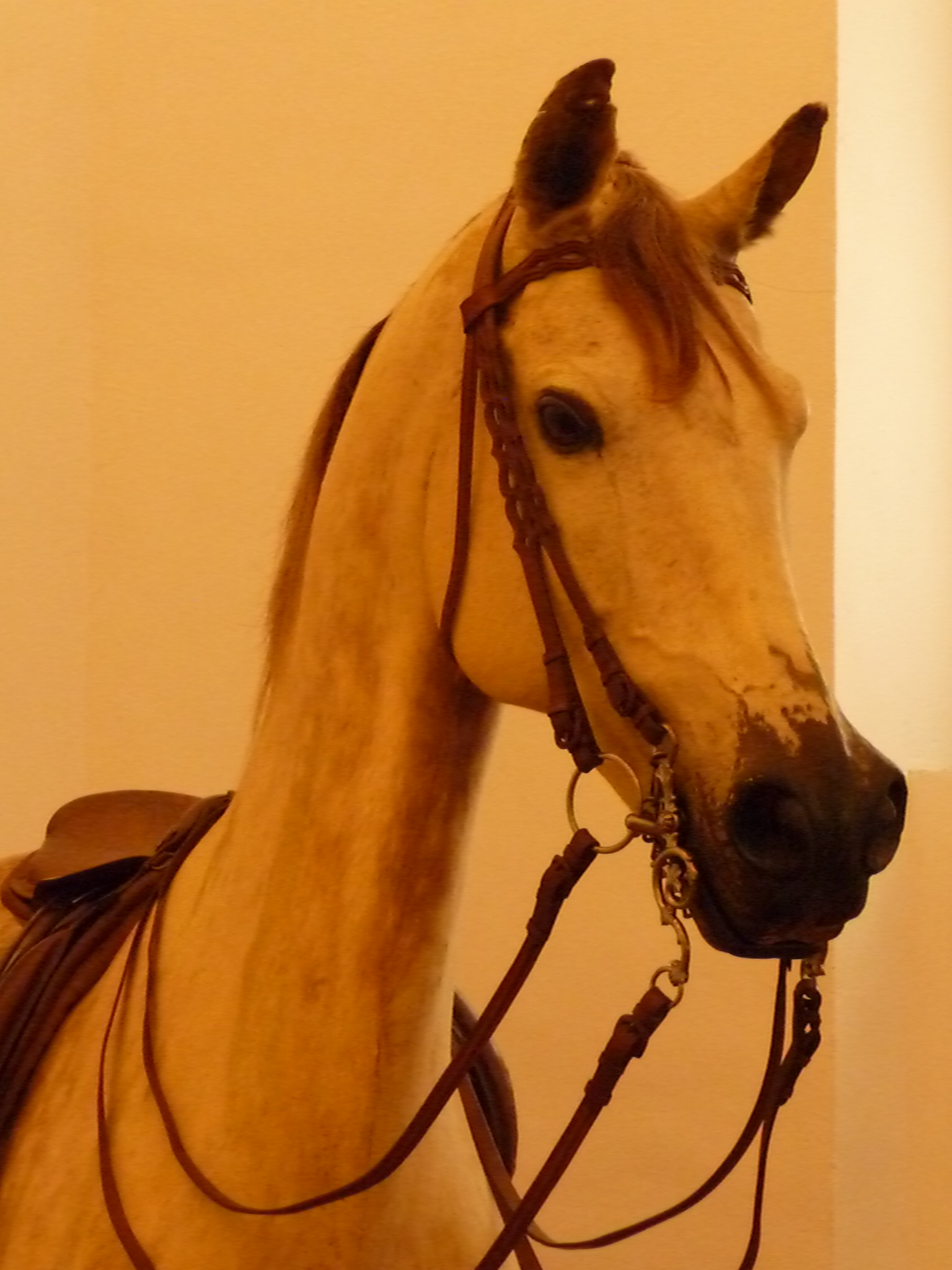
Der Schimmel Cosa Rara war eines der Lieblingspferde von König Ludwig II. von Bayern.

Das Marstallmuseum im Schloss Nymphenburg in München ist in den ehemaligen Stallungen im Südteil des Schlosses untergebracht. Es zählt zu den bedeutendsten höfischen Kutschensammlungen weltweit. Der Bestand zeigt einen Fuhrpark aus der Zeit der bayerischen und pfälzischen Kurfürsten und Könige des Hauses Wittelsbach. Die Sammlung gibt mit Ausstellungsstücken aus Deutschland, Frankreich und England einen umfangreichen Überblick über die Entwicklung der Kutschen vom Ende des 17. Jahrhunderts bis zum Ende des 19. Jahrhunderts. Prächtige Geschirre, kostbares Reitzubehör und historische Bilddokumente lassen die höfische Welt des Reisens und Repräsentierens lebendig werden.

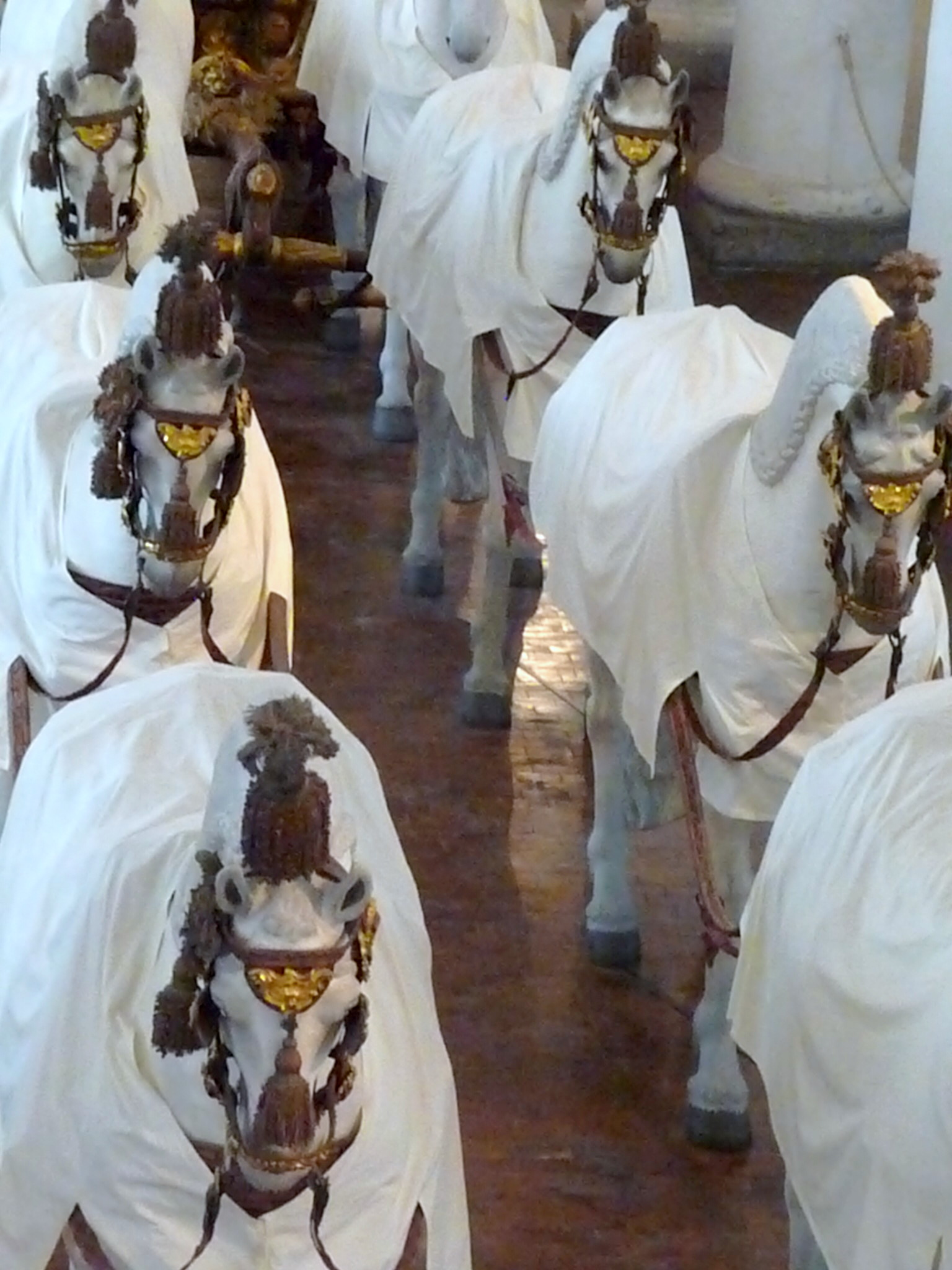
Der Krönungswagen von Kaiser Karl Albrecht wurde von acht Pferden gezogen.

## Geschichte
Ähnlich wie am Wiener Hof wurden die reichhaltigen Bestände der Wittelsbacher bereits in der ersten Hälfte des 19. Jahrhunderts ausgestellt. Der Fahrzeugbestand lag am Ende der Monarchie 1918 bei ca. 300; einige davon in nicht mehr fahrtauglichem Zustand. Zuletzt wurden auch Kraftfahrzeuge vom Marstall verwaltet. Nach Ende der Monarchie wurden die verbliebenen hochwertigen Exponate ab 1923 in der ehemaligen Hofreitschule am Marstallplatz ausgestellt. Dieses östlich der Münchner Residenz gelegene Areal, wurde am 24./25. April 1944 durch Luftangriffe weitgehend zerstört. Bereits zuvor, 1941, war die Sammlung nach Schloss Nymphenburg ausgelagert worden. So befindet sich das heutige Marstallmuseum in den Räumen der ehemaligen Hofstallungen im Südtrakt von Schloss Nymphenburg. Es wurde 1952 eröffnet. 1986 erfolgte eine Sanierung und Neukonzeption.
Seit 2012 kann der neu restaurierte Herkules-Rennschlitten des bayerischen Kurfürsten Max Emanuel besichtigt werden. Weitere Paradestücke sind die Prunksänfte der österreichischen Kaisertochter Maria Antonia, ein rund 200 Kilo schweres Stück mit rotem Samt und kostbaren Stickereien.
Ab dem 30. Mai 2020 beleuchtet eine neue kleine Dauerausstellung zum Thema "Der Münchner Hof-Marstall" die Geschichte der Bediensteten des Marstalls mit Hörstationen, Texten, kostbaren Textilexponaten, Bildern, einem Fotoalbum und persönlichen Berichten. Die Ausstellung ergänzt die Geschichte des Marstalls von der Renaissance bis ins 20. Jahrhundert. Sie spannt sich von einfachen Bediensteten bis zu einflussreichen Persönlichkeiten und illustriert den Stellenwert dieser für die Repräsentation eines Fürstenhauses wichtigen Einrichtung aus der Zeit der bayerischen Kurfürsten und Könige.

## Bestandteile der Sammlung
Das Museum zeigt über 40 repräsentative Kutschen, Schlitten und Reitzubehör aus Wittelsbacher Besitz.
Herausragendes Glanzstück des Museums ist der Krönungswagen Kaiser Karl VII. Er gilt als einer der prächtigsten Staatswagen des französischen Rokoko.
Der reiche Bestand an Wittelsbacher Gala-Kutschen und -Schlitten findet im 19. Jahrhundert ihren Höhepunkt in den beiden Krönungswagen von König Maximilian I. Joseph und in den Prunkfahrzeugen König Ludwigs II. Im privaten Auftrag  erstellt, gelangten dessen fünf Prunkwagen bzw. Schlitten erst nach seinem Tode im Jahre 1886 in die Sammlung. Die Portraitgalerie seiner „Leibreitpferde“, die Ludwig II. durch den Maler Friedrich Wilhelm Pfeiffer erstellen ließ, ist ebenfalls vertreten. Weniger aufwendig, aber dafür sehr elegant sind die Kutschen aus der Zeit des Prinzregenten Luitpold.
Die Sammlung gliedert sich in folgende Gruppen:
- Kutschen
- Galawagen (Imperialwagen, Krönungskarossen, Galaberlinen, Leichenwagen)
- Alltagswagen (Stadtwagen, Parkwagen, Reisewagen)
- Freizeitwagen (Gartenwagen, Selbstkutschierwagen, Jagdfahrzeuge, Kinderkutschen)
- Schlitten (Prunkschlitten, Kinderschlitten, Musikschlitten)
- Galasänften und Tragsessel
- Geschirre, Reitsattel, Schabracken usw.
- Gemälde, Graphiken, historische Fotografien
- das für die Nachwelt präparierte Lieblingspferd König Ludwigs II., Cosa Rara

## Museum "Nymphenburger Porzellan" – "Sammlung Bäuml"
Im Obergeschoss befindet sich neben weiteren Exponaten des Marstallmuseums die Sammlung Bäuml mit Exponaten der Porzellanmanufaktur Nymphenburg aus drei Jahrhunderten.
Begründet wurde die Sammlung durch Albert Bäuml, der 1888 die Leitung der Manufaktur übernommen hatte. Zur Wiedergewinnung alten Formengutes als Grundvoraussetzung für die Rekonstruktion und um die künstlerische Qualität zu verbessern, sammelte er als Modellvorlagen historische Erzeugnisse der 1747 gegründeten Nymphenburger Porzellanmanufaktur und der 1799 mit der Verlegung des kurfürstlichen Hofes nach München eingestellten Frankenthaler Porzellanmanufaktur. Die Sammlung, die mit Porzellanen aus dem Besitz der Bayerischen Schlösserverwaltung ergänzt ist, wird noch heute von der Familie aus privaten Mitteln erweitert.